# Szabad királyi városi evangélikus egyházkerület
A Szabad királyi városi evangélikus egyházkerületet Kassa, Lőcse, Bártfa, Eperjes és Kisszeben szabad királyi városok és Nagysáros mezőváros részére 1614-ben alakította a szepesváraljai zsinat. 
Hatásköre csakhamar kiterjedt a Szepes és Sáros vármegyei egyházakra is, melyeknek ugyanakkor alakított kerülete mindjárt meg is szűnt. Ennek oka az volt, hogy a lengyel kormány nem engedte meg, hogy az uralma alatti 13 városból legyen superintendens. Minthogy állandóan az öt város papjaiból választatott a püspök, midőn 1668-ban Késmárkot is, mint már 1665 óta szintén szabad királyi várost fölvették kötelékükbe, amazok kikötötték, hogy ennek a papjai nem választhatók püspökké, ami ellen emez 1729-ben elkésve ugyan, de elvileg eredményesen tiltakozott. A püspök e városokban az esperesi hivatalt is vitte mind-addig, ameddig ebben az alakjában állott fenn a kerület, melyhez különben a rózsahegyi zsinat 1707-ben hivatalosan is hozzácsatolta az Abaúj, Zemplén, Ung, Bereg, Ugocsa, Szatmár és Bihar vármegyei egyházakat, melyek tényleg már addig is idetartoztak. Ebből a kerületből jött aztán létre a gömörvidékivel való egybeolvasztás folytán 1735-ben a tiszai egyházkerület. 
Püspökei: 
- Zabeler Péter lőcsei lelkész 1614–1645,
- Wagner Márton bártfai l. 1645–1666,
- Liefmann Mihály kassai l. 1666–1674,
- Heutsch Fülöp kassai l. 1683–1686,
- Zabeler Jakab bártfai l. 1686–1709,
- Schwartz János eperjesi l. 1709–1728,
- Pfanschmidt Keresztély lőcsei l. 1729–1735.

A gyásztized idején Liefmann külföldre távozta miatt az üldözések lecsillapodásáig püspök nélkül volt a kerület.